# Sedoideae
Sous-famille
Classification APG IV (2016)
La sous-famille des Sedoideae est une des six sous-familles de la famille des Crassulaceae selon la classification classique.
Elle regroupe alors 10 genres  : 
- Cremnophila Rose
- Lenophyllum Rose
- Meterostachys Nakai
- Mucizonia (De Candolle) Batt. & Trab.
- Orostachys Fischer
- Rosularia (De Candolle) Stapf
- Sedum L.
- Sempervivella Stapf
- Sinocrassula Berger
- Villadia Haworth

Selon la classification phylogénétique APG IV (2016), cette sous-famille n'existe plus : elle est incorporée à la sous-famille des Sempervivoideae, elle-même subdivisée en 2 tribus : Kalanchoeae et Sedeae.
La taxonomie des diverses sous-familles de la famille des Crassulaceae a subi de nombreux remaniements.